# Хемиссет
Хемиссе́т или Хемисет (араб. الخميسات‎) — город в Марокко, расположен в области Рабат-Сале-Заммур-Заер.

## История
Город был основан французами в 1920 году.

## Географическое положение
Центр города располагается на высоте 467 метров над уровнем моря.

## Демография
Население города по годам:
| 1982   | 2004    | 2012    |
| ------ | ------- | ------- |
| 58 925 | 105 088 | 118 546 |